# Чичатка
Чича́тка (рос. Чичатка) — селище у складі Могочинського району Забайкальського краю, Росія. Входить до складу Амазарського міського поселення.

## Населення
Населення — 14 осіб (2010; 21 у 2002).
Національний склад (станом на 2002 рік):
- росіяни — 100 %